# Endoparásito
El endoparásito es un parásito que vive en el interior de su huésped. Existen endoparásitos que atacan plantas (endofitos) o animales (endozoos).
Se pueden clasificar en diferentes tipos de endoparásitos: según el tejido atacado, la fisionomía, etc.
Estos a su vez se dividen en:
- Intracelulares: necesitan llevar al menos una parte de su ciclo de vida dentro de la célula
- Extracelulares: parasitan fuera de la célula (tejidos, LCR, etc)

Muchas enfermedades son provocadas por endoparásitos, entre ellas la malaria y la leishmaniosis.